# Zygmunt Kittel
Zygmunt Kittel  (ur. 28 stycznia 1877 w Nowym Mieście Lubawskim, zm. 15 czerwca 1960 w Toruniu) – działacz niepodległościowy, współorganizator i dowódca powstania wielkopolskiego w Gnieźnie, pierwszy po odzyskaniu niepodległości starosta gnieźnieński, dyrektor Cukrowni Żnin.

## Życiorys
Syn Maksymiliana, przemysłowca i Joanny ze Skuszewiczów. Od lat młodzieńczych zaangażowany w polskim tajnym ruchu narodowym. W gimnazjum brodnickim należał do Towarzystwa Tomasza Zana – Związku Filomatów. Z gimnazjum został wydalony w 1897 roku za nieprzestrzeganie zakazu posługiwania się językiem polskim. Maturę zdał eksternistycznie w Berlinie. Odbył praktyki zawodowe w biurze konstrukcyjnym znanej cukrowniczej firmy Kolben Daněk w Pradze, gdzie należał do Ogniska Polskiego, a następnie w Przeworsku.
Rozpoczął studia w 1899 roku na Wydziale Mechanicznym Politechniki w Charlottenburgu. Uczył dzieci zamieszkujących tam Polaków języka polskiego. W tym czasie wstąpił do „Sokoła”. Studia ukończył w 1905 r. Pracował w magdeburskiej fabryce „Röhrig und König”, w cukrowni „Rybnica” na Podolu. Od 1909 r. zatrudniony był kolejno w cukrowniach Kruszwica i Gniezno, od 1912 r. sprawował funkcję dyrektora technicznego cukrowni Gniezno.
Po 11 listopada 1918 r. zaczął formować szeregi „Sokoła” w Gnieźnie. Jako komendant tej organizacji współorganizował powstanie w mieście i w powiecie. 28 grudnia 1918 r. został obwołany polskim komendantem miasta. Podjął decyzję zaatakowania Zdziechowy, w której zaczęły się gromadzić siły niemieckie przygotowujące się do kontrataku. Walki w okolicach Zdziechowy toczyły się od 29 do 31 grudnia 1918 roku. Jako dowódca dwu kompanii powstańców gnieźnieńskich, uczestniczył m.in. w walkach o Szubin w dniach 8 –10 stycznia 1919. 10 stycznia 1919 wyruszył na czele oddziałów wrzesińskich z Szubina na Rynarzewo, które zdobyto 13 stycznia 1919. Oddział Kittela po krótkim starciu z Niemcami zajął wieś Samoklęski Małe, po czym powrócił 17 stycznia 1919 do Gniezna. 20 stycznia 1919 objął stanowisko dowódcy Okręgu Wojskowego IV (Gniezno). Był współorganizatorem 4. pułku Strzelców Wielkopolskich (późniejszego 58. pułku piechoty). W lutym 1919 r. wybrany został jednogłośnie przez Rady Ludowe miasta i powiatu gnieźnieńskiego na Starostę Gnieźnieńskiego. Urząd ten pełnił do marca 1920 r. 

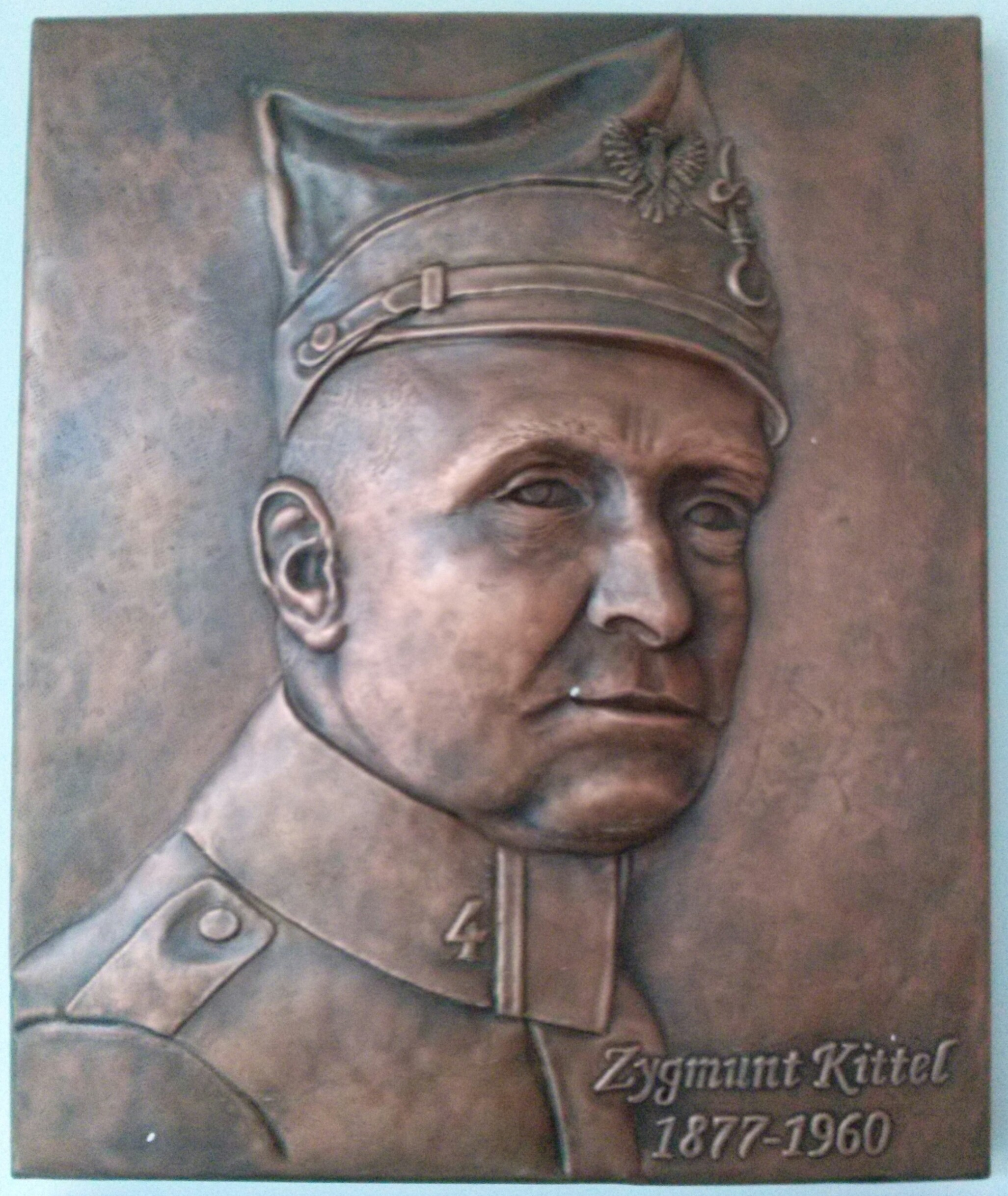
Tablica pamiątkowa w holu Starostwa Powiatowego w Gnieźnie

Następnie powrócił do pracy w cukrownictwie. Do 1939 roku pełnił funkcję dyrektora cukrowni w Żninie, którą unowocześnił wprowadzając w niej suszenie wysłodków. W okresie dwudziestolecia międzywojennego był właścicielem dóbr ziemskich Mała Wieś w powiecie płockim oraz angażował się jako społecznik. Kandydował do Sejmu z powiatu żnińskiego w roku 1938. W latach trzydziestych był również prezesem Stowarzyszenia Rezerwistów i Byłych Wojskowych w Żninie, założył tam koło Związku Strzeleckiego.
W okresie II wojny światowej ukrywał się w Warszawie i na Lubelszczyźnie, by uniknąć represji za udział w powstaniu 1918 r. Po zakończeniu wojny, do momentu przejścia na emeryturę w roku 1950 pracował na stanowisku dyrektora cukrowni z Żninie. Następnie przeprowadził się do Torunia, gdzie zamieszkał na ulicy Matejki. Do śmierci wykładał maszynoznawstwo w Technikum Cukrowniczym w Toruniu. Pochowany w Toruniu na Cmentarzu św. Jerzego.
Był twórcą udoskonaleń technicznych. W 1914 r. zainstalował pierwszy na ziemiach polskich warnik z komorą pierścieniową, a także nowoczesną dwubębnową suszarnię „Imperial”. W latach dwudziestych był jedynym polskim specjalistą w dziedzinie suszarnictwa. Autor pracy Wyżymanie i suszenie wysłodków z 1956 roku.

## Ordery i odznaczenia
- Krzyż Oficerski Orderu Odrodzenia Polski (1959)
- Krzyż Kawalerski Orderu Odrodzenia Polski
- Krzyż Walecznych
- Złoty Krzyż Zasługi (9 listopada 1932)[1]
- Wielkopolski Krzyż Powstańczy (18 grudnia 1958)[2]

## Upamiętnienie
28 grudnia 2011 roku odsłonięto w holu Starostwa Powiatowego w Gnieźnie tablicę pamięci Zygmunta Kittela.
Gerard Górnicki uczynił porucznika Zygmunta Kittela jednym z bohaterów swojej sztuki pt. Poszli ci, którzy powinni poświęconej przygotowaniom i rozwojowi powstania wielkopolskiego na terenie ziemi gnieźnieńskiej.